# Pontiac Grand Prix
La Pontiac Grand Prix est une automobile produite par la division Pontiac de General Motors. Introduite sur le marché en 1962 en tant que « voiture de luxe » (en fait un gros coupé équipée d'un V8 puissant et d'un intérieur original), dérivée de la LeMans, le nom de Grand Prix a ensuite été utilisé pour les voitures de taille moyenne ou mid-size à connotation luxueuse de la marque. Les moteurs disponibles en 1980 sont un V6 de 3,8 L, un V8 de 4,3 L et un V8 de 5,7 L diesel, tous partagés avec la Pontiac LeMans.

## 4egénération

### 1978
L'année 1978 fut marquée par une baisse de taille de la Grand Prix. La voiture était désormais plus courte de 30 cm et plus légère de 270 kg par rapport au précédent modèle, avec une longueur totale de 5 100 mm et un empattement de 2 7000 mm.
Pour la première fois dans l'histoire de la Grand Prix, le V8 ne faisait pas partie de la dotation standard du véhicule. Afin de respecter les règlementations sur les économies d'énergie mises en place après le choc pétrolier de 1973, le moteur du modèle de base J était un V6 231 cu (3.8L) Buick, avec en option deux V8 : le Pontiac 301 cu (4.9 L) ou en Californie le Chevy 305 cu (5.0L). Le haut de gamme LJ était motorisé par le V8 301, pour une puissance de 135 chevaux, tandis que sur le modèle sportif SJ le même moteur, coiffé par un carburateur quadruple corps, offrait 150 chevaux. Le V6 autorisait une vitesse maximale de 154 km/h, alors que le gros V8 de la SJ la faisait monter jusqu'à 175 km/h.
L'entrée de gamme V6 était équipée d'une boite de vitesses manuelle à 3 vitesses au plancher, la Turbo-Hydramatic automatique, à 3 vitesses elle aussi, restant optionnelle. Cette boite était cependant de série sur tous les modèles V8. Les choix de sellerie incluaient une banquette en tissu ou vinyle sur le modèle de base, une banquette rembourrée en velours sur la LJ, ou des sièges baquets "Strato buckets" en vinyle ou tissu sur la SJ. Ces sièges individuels étaient aussi en option sur la LJ et l'entrée de gamme. Des garnitures de cuir étaient aussi disponibles sur les baquets de la SJ.

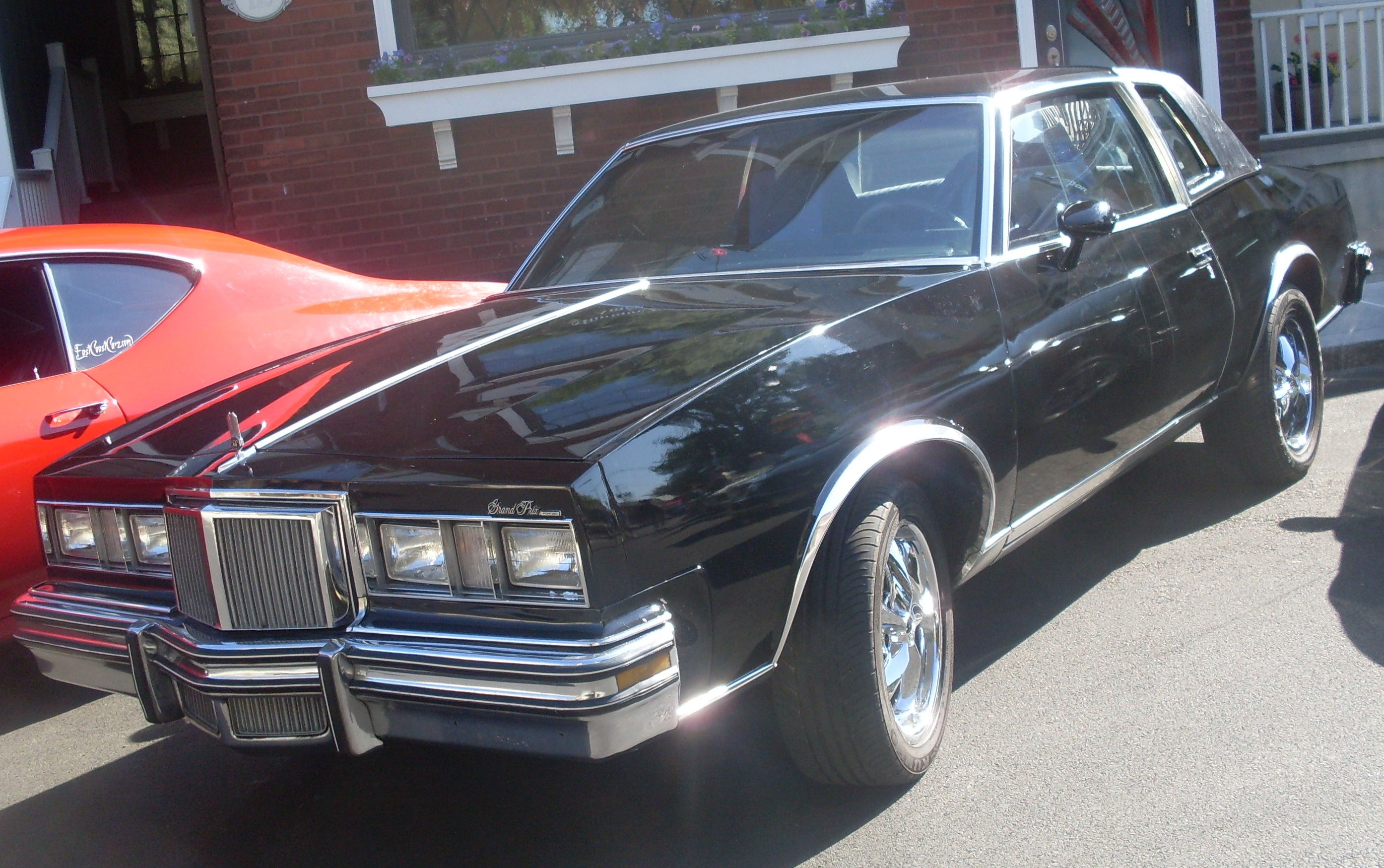
Pontiac Grand Prix 1978

### 1979
Les seuls changements apparents pour 1979 sont une nouvelle grille de calandre hachurée et des feux arrière légèrement modifiés. La gamme conserve sa structure, avec pour seule différence une boîte manuelle à 4 vitesses disponible sur le V8 301 cu (4.9L) à carburateur double ou quadruple corps pendant une seule année. Seulement 232 de ces voitures ont été construites.

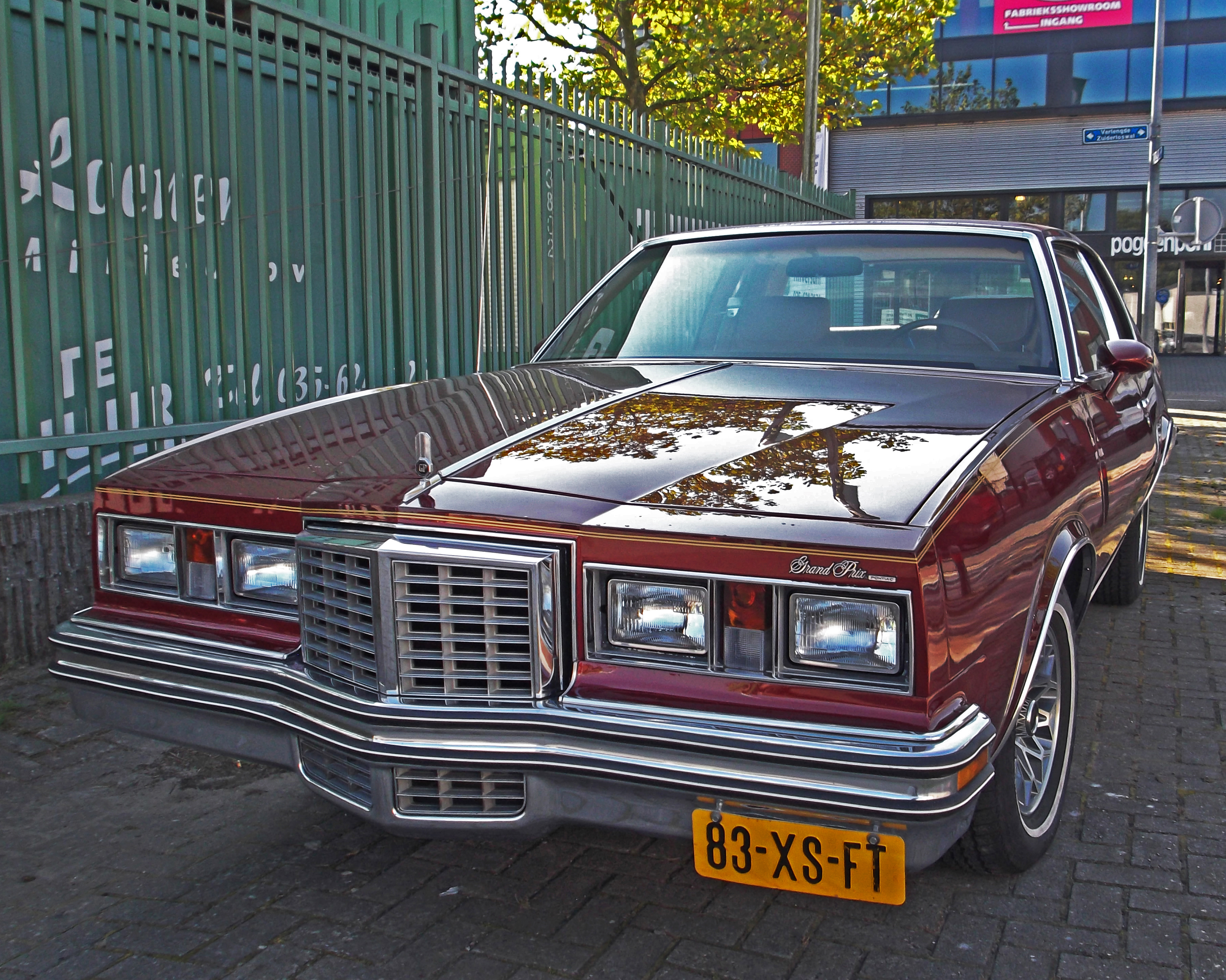
Pontiac Grand Prix 1979

### 1980
La Grand Prix de 1980 revient à une grille verticale et change encore de feux arrière ; ceux-ci incorporent désormais le logo "GP". La transmission automatique est maintenant disponible d'origine sur tous les modèles. Le V8 301 à carburateur double corps est remplacé par un nouveau 295 cu (4.3L) offrant 125 chevaux. Le V6 Buick et le gros V8 Pontiac sont reconduits, tout comme le Chevy 305 californien.

### 1981
La Grand Prix subit cette année-là un léger restylage améliorant l'aérodynamique, avec encore une nouvelle calandre et l'apparition d'un becquet arrière. La SJ est remplacée par le nouveau haut de gamme du véhicule, nommé Brougham. Ce modèle comprend un intérieur en peluche similaire à celui de la Bonneville Brougham, un demi-toit en vinyle et toutes les options moteur possibles. Les autres finitions demeurent semblables, à ceci près que tous les modèles débutent désormais avec le V6 Buick, le V8 265 passant en option. Le V8 301 est arrêté ; en contrepartie un V8 diesel Oldsmobile de 350 cu (5.7L) est proposé, cependant son prix élevé de 700$ et sa piètre fiabilité en limitent la diffusion. Cette année 1981 est la dernière pour les V8, une réorganisation interne de GM donnant désormais le rôle à Pontiac de produire seulement des 4 cylindres et le V6 Buick, les V8 étant produits chez Chevrolet et Oldsmobile pour la majorité des véhicules du groupe. Seul Cadillac peut produire son nouveau V8 en aluminium à partir de 1982.

### 1982
Le modèle de 1982 ne change pas en apparence par rapport à celui de 1981. Cependant tous les V8 essence sont supprimés, ne restent alors au catalogue que le V6 231 (3.8L), un nouveau V6 Buick 252 cu (4.1 L) et le V8 diesel Oldsmobile 350 cu (5.7L). D'autre part, la voiture, en changeant de plateforme, devient une traction. L'option de climatisation automatique disparait, ne subsiste que la climatisation contrôlée manuellement sur tous les modèles. De plus la plupart des modèles 1982 possèdent un intérieur béton. La suspension avant devient indépendante avec des ressorts hélicoïdaux, des barres antiroulis ainsi que des amortisseurs télescopiques, tandis que l'arrière garde un pont-rigide.

### 1983
Le modèle 1983 allège sa décoration, se séparant notamment de son demi-toit vinyle, de divers ornements ainsi que de son cache-serrure de coffre. Le V6 252 (4.1L) disparait et, après un an d'absence, le V8 essence revient sous la forme d'un Chevy 305 cu (5.0L) de 150 chevaux. Ce millésime marque aussi la disparition du niveau de finition LJ, renommé en LE pour 1984.

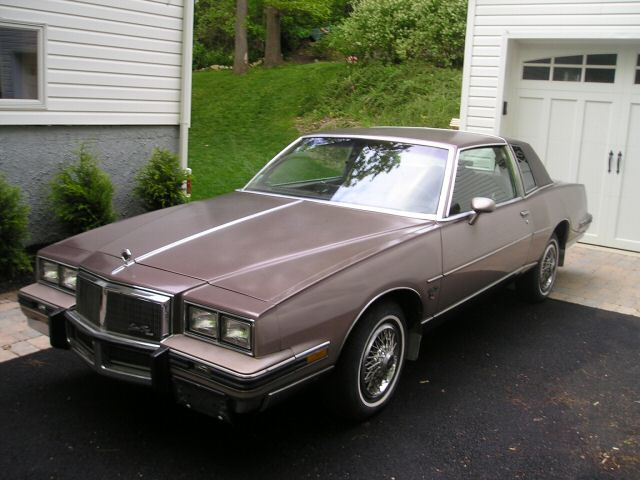
Pontiac Grand Prix 1983

### 1984
Quelques changements mineurs permettent d'identifier la Grand Prix 1984, comme le retour du dessus de toit (qui avait été introduit en 1976), des compteurs à aiguilles orange et indications rouges (jusqu'ici, les Grand Prix possédaient des aiguilles blanches), un levier de vitesses en forme de T, de nouveaux sièges baquets ainsi qu'une plaque de faux bois au dessus de la boite à gants, en remplacement de la plaque noire utilisée jusqu'ici. Les moteurs continuent sans changements, cependant une nouvelle boîte est introduite en option. Il s'agit de la Turbo-Hydramatic 200-4R à quatre vitesses avec overdrive disponible avec le V8 305 Chevy, permettant une autonomie accrue.

## 7egénération
La Grand Prix a été mise à jour en 2004 sur une version révisée de la plate-forme GM W et a été dévoilé au Chicago International Auto Show 2002, le 7 février 2002, comme Grand Prix G-Force Concept. La version de production de série a été dévoilée au Los Angeles International Auto Show le 3 janvier 2003.

### Sécurité
- Frontal Driver:
- Frontal Passenger:
- Side Driver:
- Side Rear Passenger:
- Rollover: